# William Austin (Mediziner)
William Austin (* 28. Dezember 1754 in Wotton-under-Edge, Gloucestershire; † 21. Januar 1793) war ein britischer Mediziner und Chirurg, der sich aber als eine Art Universalgelehrter auch mit vielen anderen Themen befasste, darunter Mathematik.

## Leben
Austin stammte aus einer Familie von Schneidern und Kleiderhändlern, lernte klassische Sprachen an der Grammar School seines Heimatorts und studierte ab 1773 an der Universität Oxford (Wadham College), wo er zunächst vor allem Hebräisch studierte, dann Botanik und Medizin. 1776 erhielt er seinen Bachelor-Abschluss und wurde Assistent des Orientalisten Joseph White (1745–1814), wo er auch Arabisch studierte. 1779 war er in London für die klinische Ausbildung am St. Bartholomew’s Hospital, wo er bei dem Chirurgen Percival Pott lernte. Danach ging er wieder nach Oxford, erhielt 1780 seinen Magister Artium (M.A.), 1782 seinen Bachelor in Medizin (M.B.) und promovierte 1783 in Medizin (M.D.).
1781 veröffentlichte er einen Kommentar der ersten sechs Bücher von Euklids Elementen, die ihm auch einen Ruf als Mathematiker verschafften. Während der Abwesenheit des Savilian Professors für Geometrie John Smith (1721–1797) hielt er Vorlesungen in Mathematik. Smith war eigentlich ebenfalls Mediziner und hielt hauptsächlich Vorlesungen über Anatomie und Chemie. Hauptberuflich war Austin in dieser Zeit niedergelassener Arzt in Oxford und war außerdem Arzt an der Radcliffe Geburtsklinik. 1786 wurde er Professor für Chemie in Oxford, wechselte aber im selben Jahr nach London an das St. Bartholomew`s Hospital als Arzt und hielt an diesem Lehrkrankenhaus die ersten regelmäßigen Chemie-Vorlesungen. Daneben baute er sich eine gut gehende Praxis in London auf.
1787 wurde er Fellow des College of Physicians und hielt 1790 deren Goulstonian Lectures über Steinschneiden an inneren Organen (von dem er wegen der Gefährlichkeit der Operation aber im Allgemeinen abriet), die 1791 als Buch erschienen.
Er erkannte, dass die Ablagerungen in den Arterien bei Arteriosklerose Kalk enthielten, die Gelenkablagerungen bei Gicht aber nicht.
Er soll kurze mathematische Abhandlungen veröffentlicht haben und verfasste Predigten (nicht gedruckt).
Er war zweimal verheiratet und hatte vier Kinder aus zweiter Ehe.

## Schriften (Auswahl)
- An Examination of the First Six Books of Euclid’s Elements 1781
- Heavy inflammable air, Philosophical Transactions of the Royal Society, 1788, 1789
- A Treatise on the Origin and Component Parts of the Stone in the Urinary Bladder. W. Bulmer and Co., London 1791 (Goulstonian Lectures) (Archive)